# Liste der Baudenkmäler in Neustadt am Main
Auf dieser Seite sind die Baudenkmäler in der unterfränkischen Gemeinde Neustadt am Main zusammengestellt. Diese Tabelle ist eine Teilliste der Liste der Baudenkmäler in Bayern. Grundlage ist die Bayerische Denkmalliste, die auf Basis des Bayerischen Denkmalschutzgesetzes vom 1. Oktober 1973 erstmals erstellt wurde und seither durch das Bayerische Landesamt für Denkmalpflege geführt wird. Die folgenden Angaben ersetzen nicht die rechtsverbindliche Auskunft der Denkmalschutzbehörde.
 Liste gibt den Fortschreibungsstand vom 11. Mai 2022 wieder und enthält 25 Baudenkmäler. Es fehlt die Denkmalnummer D-6-77-166-6 mit 14 Denkmälern, alles unter dieser Nummer-

## Baudenkmäler nach Gemeindeteilen

### Neustadt
Ehemaliges Benediktinerkloster
- Ehemalige Benediktinerabteikirche, jetzt Kath. Pfarrkirche St. Michael und St. Gertraud (Lage), kreuzförmige, dreischiffige Basilika mit Rundapsis und zwei Osttürmen mit Giebeln und Zeltdächern, Bruchsteinmauerwerk mit Sandsteingliederungen, romanischer Kern 1. Hälfte 12. Jh., Sakristeianbau, nachgotisch, 1. Viertel 17. Jh., Brand 1857, veränderter neuromanischer Wiederaufbau auf teilweise erhaltenen Mauerresten nach Plänen von Heinrich Hübsch 1858–1875; mit Ausstattung
- Ehemalige Vierungs-Kirche (Lage), erhaltene Vierungsbögen und Teile der nördlichen Wand des Vierungsturm, ehemals ein vierarmiger Kreuzbau mit quadratischer Vierung, 2. Hälfte 6. Jh., Teilabbruch 1841, Satteldach 19./20. Jh.
- Ehemaliger Kreuzgang (Lage), winkelförmiger Mauerzug mit Rundbogenarkaden über Säulen und Pfeilern, romanisch, 2. Drittel 12. Jh., Wiederaufbau 1971
- Portal, vom ehemaligen Klausurgebäude (Lage), Rundbogenöffnung mit Pilasterrahmung und gesprengtem Giebel, Manierismus, 1. Viertel 17. Jh., Wiedereinbau 1960–62
- Wappenstein, Julius-Echter-Wappen mit Helmzier vom ehem. Klausurgebäude, Sandstein, 1. Viertel 17. Jh., Wiedereinbau 1960–62
- Kanzleigebäude (Lage), langgestreckter zweigeschossiger Satteldachbau über hohem Kellergeschoss, Putzmauerwerk mit geohrten Sandsteinrahmungen und Wappenstein, 1717, im Kern wohl älter
- Aussichtsterrasse mit Freitreppe und Balustrade sowie anschließender Gartenmauer, Sandstein, barock, 18. Jh.
- Inschriftsteine, in den historisierenden Neubauten wiedereingebaute Bogensteine, Sandstein, bez. 1719 u. 1738
- Brunnen (Lage), achteckige reliefierte Brunnenfassung über Sockelplatte sowie Brunnenpfeiler mit Masken und bekrönender Figur des Hl. Johann-Nepomuk, Rokoko, Mitte 18. Jh.
- Sommerhaus des Abtes (Lage), zweigeschossiger Walmdachbau mit Freitreppe, 1734, Aufstockung 19. Jh.
- Klostermauer (Lage) und angrenzende Mauerreste, auf einer Länge von 2/3 erhaltene Bruchsteinmauer mit rundbogiger Toreinfahrt und Pforte (Lage) (bez. 1717) sowie Pforte mit hl. Michael, 18. Jh., im Kern wohl mittelalterlich
- Kriegerdenkmal (Lage) mit ädikulaartiger Wandtafel für 1914–18 und vier Stelen, Sandstein

Aktennummer: D-6-77-166-6.

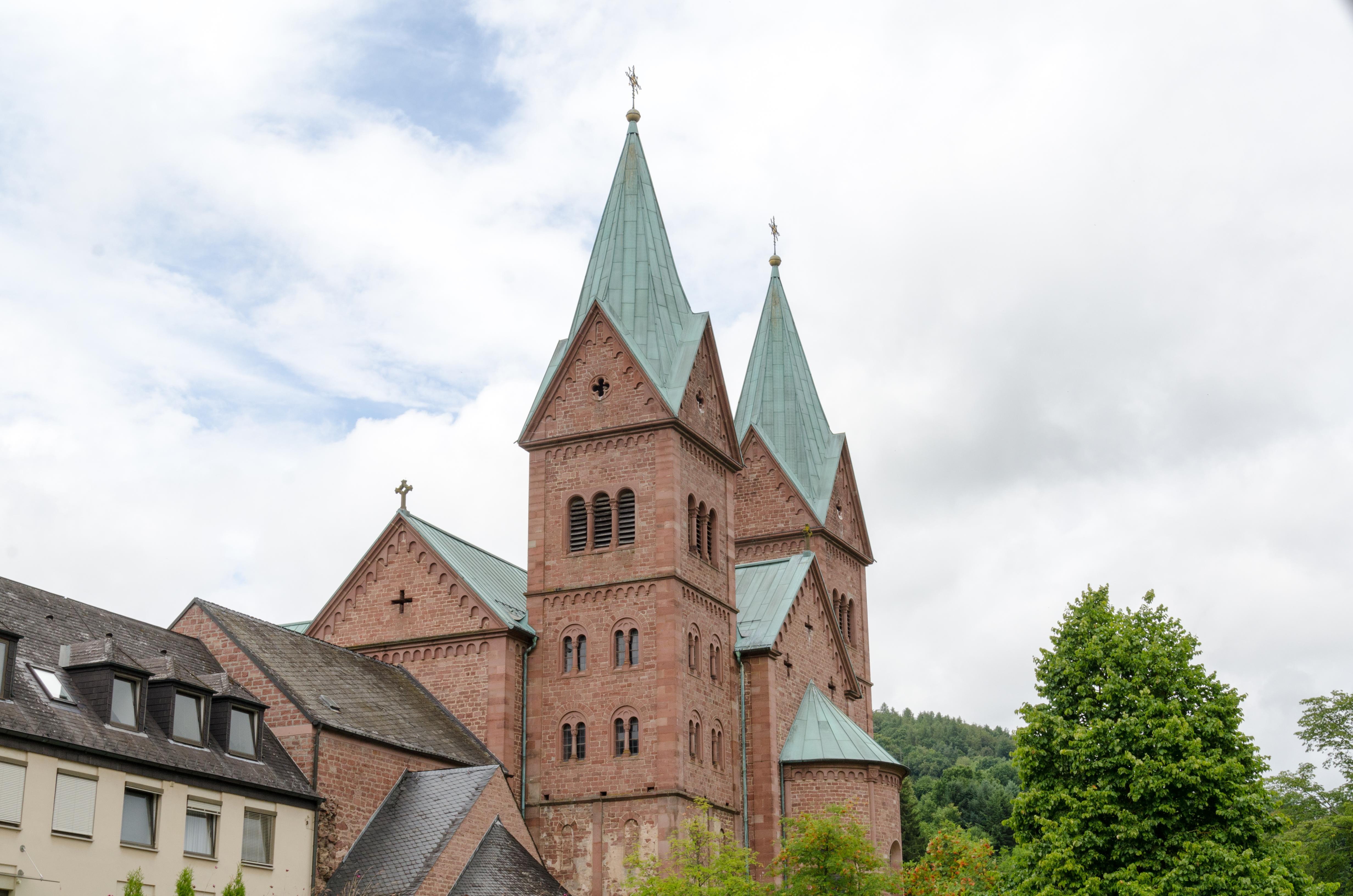
Ehemalige Benediktinerabteikirche von Südosten weitere Bilder
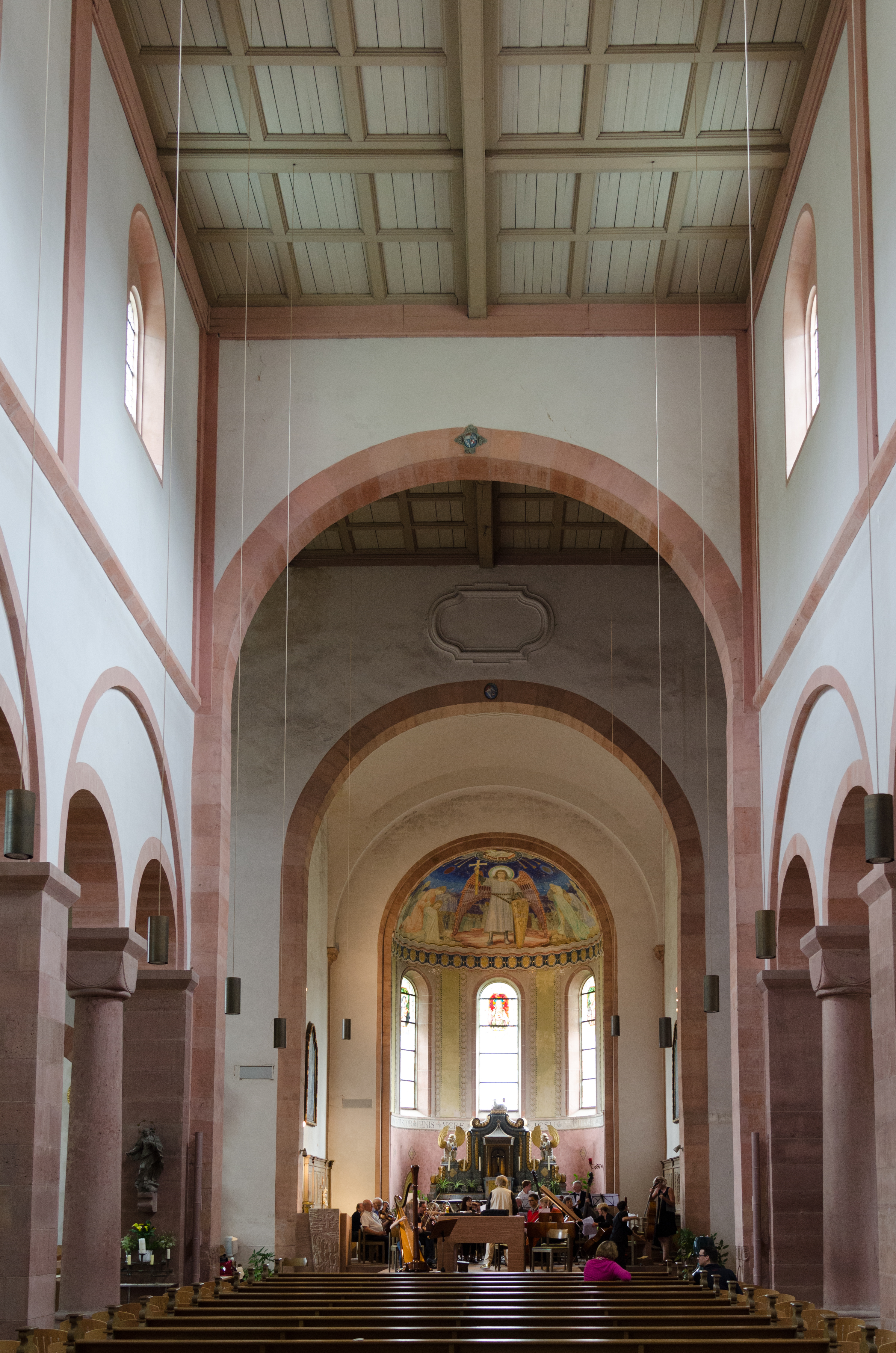
Ehemalige Benediktinerabteikirche, Innenraum weitere Bilder
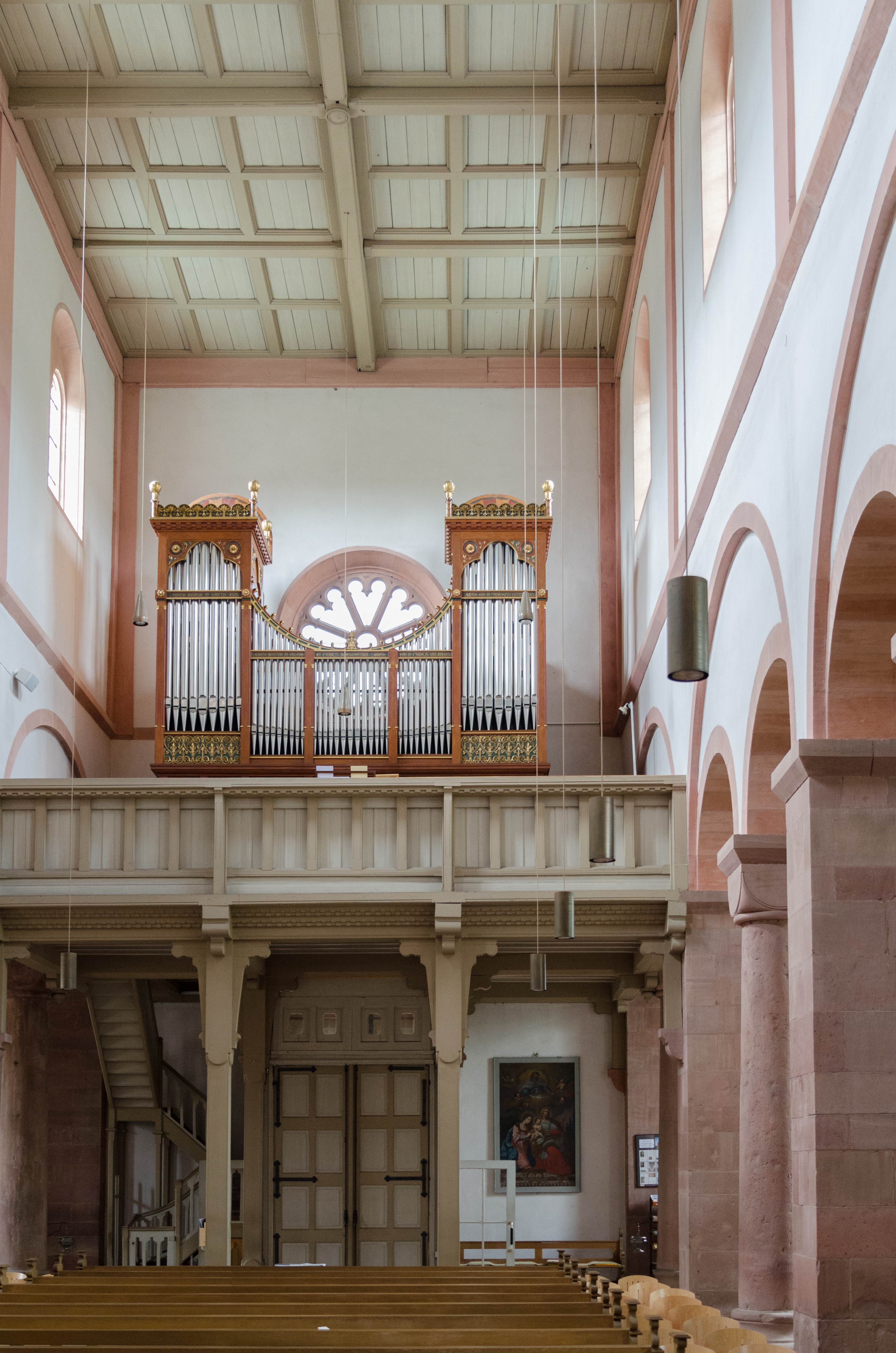
Ehemalige Benediktinerabteikirche, Innenraum weitere Bilder
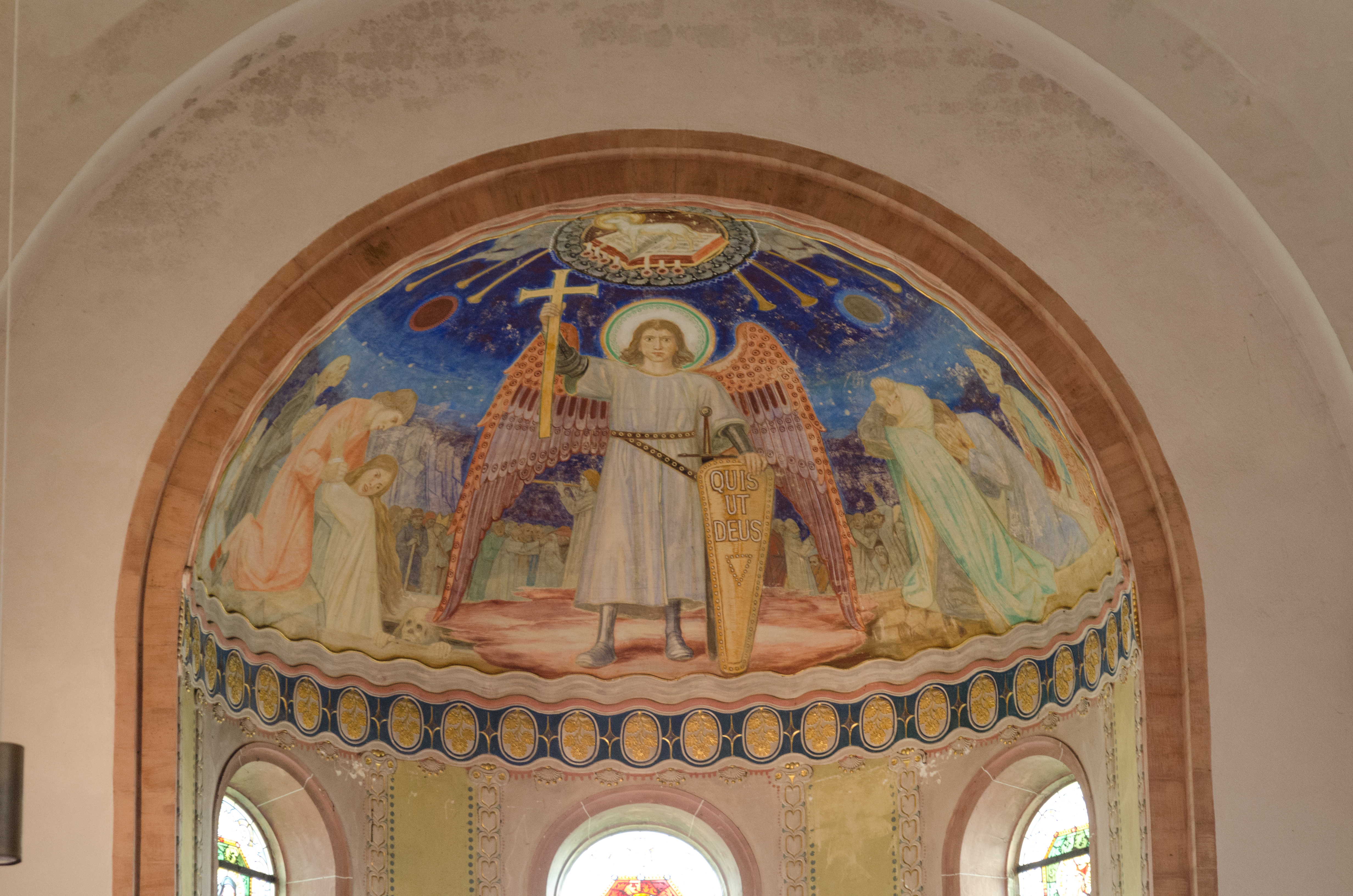
Ehemalige Benediktinerabteikirche, Innenraum weitere Bilder
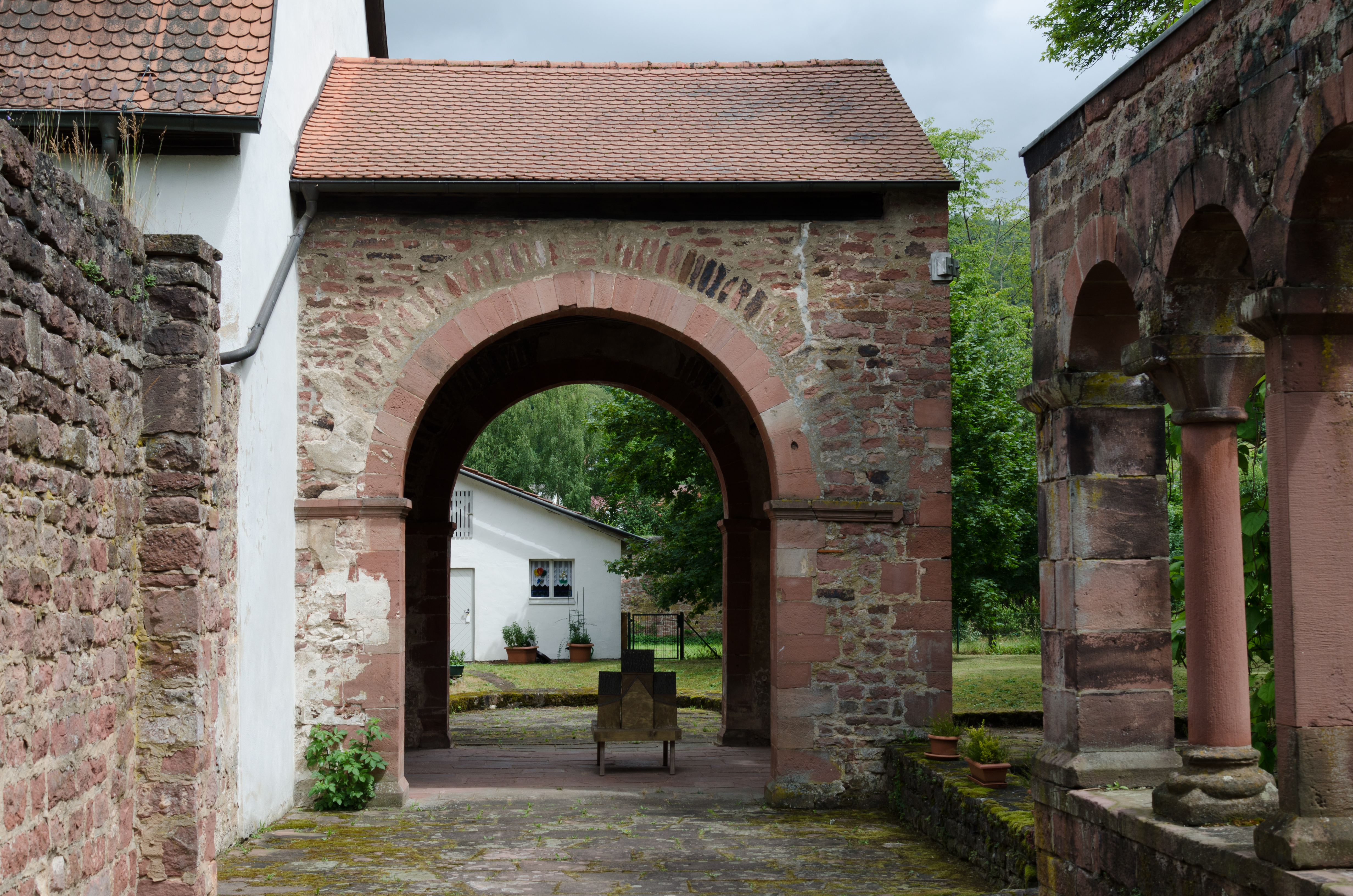
Ehemalige Kapelle St. Peter und Paul weitere Bilder
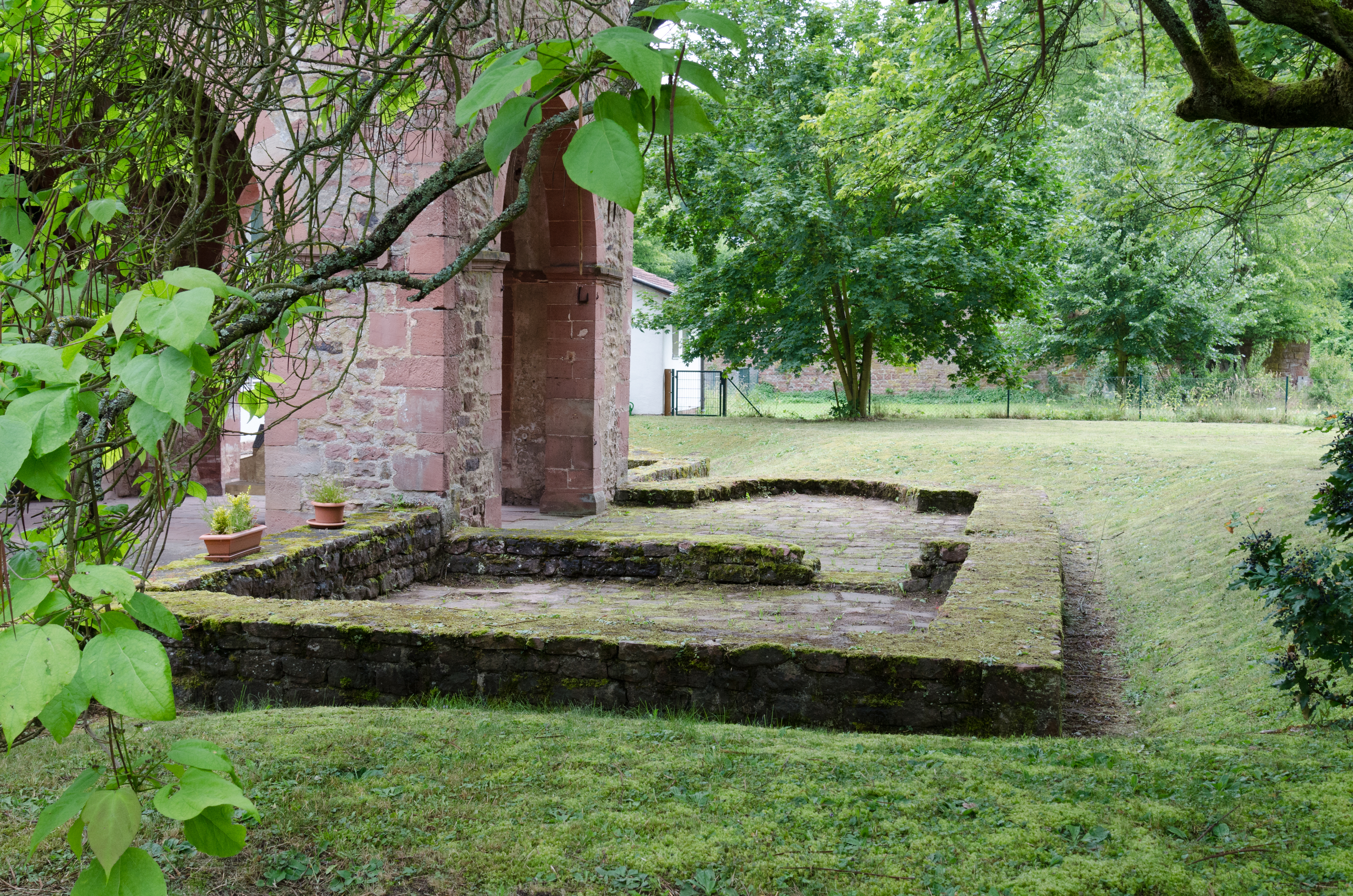
Ehemalige Kapelle St. Peter und Paul weitere Bilder
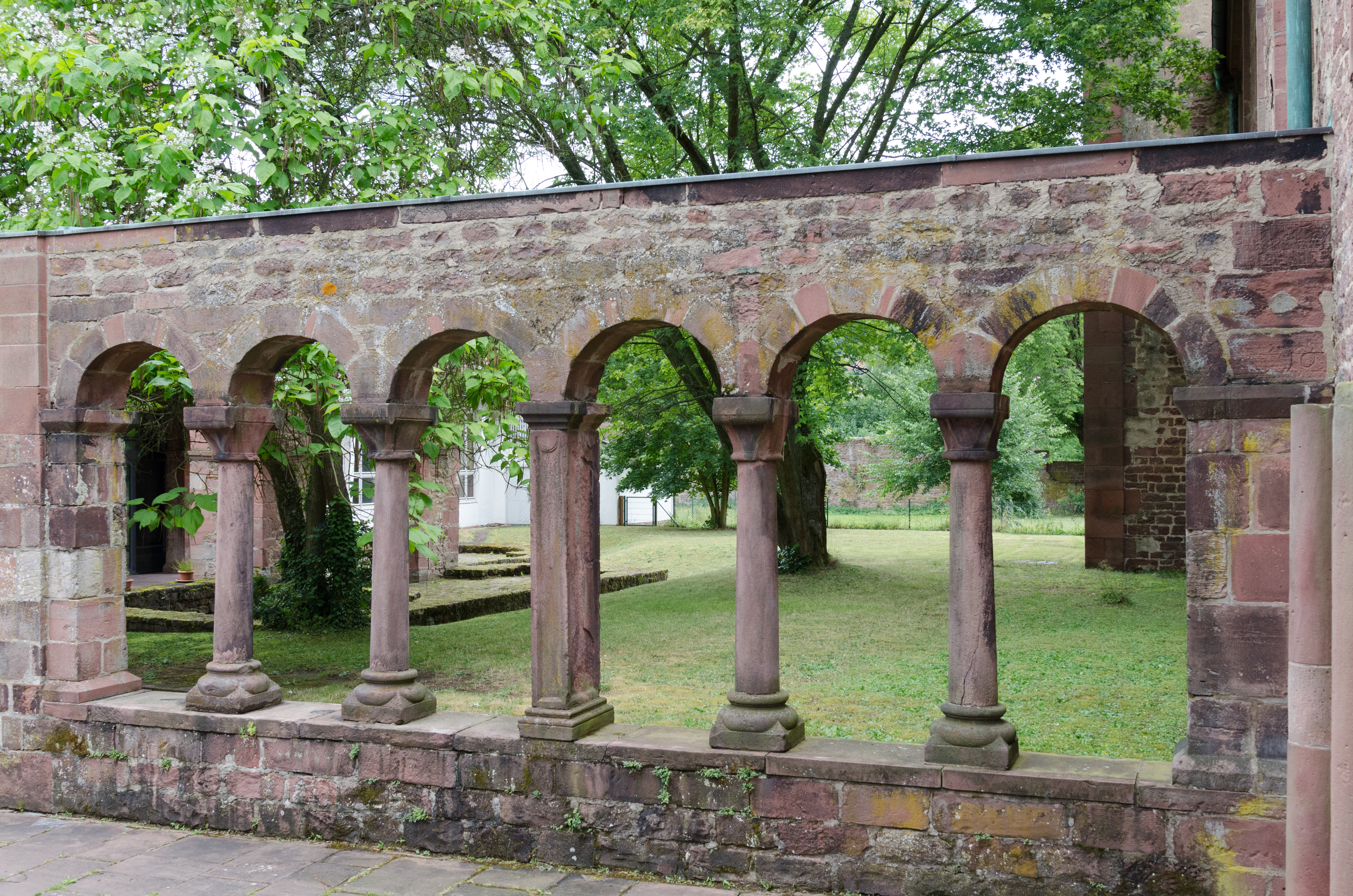
Ehemaliger Kreuzgang weitere Bilder
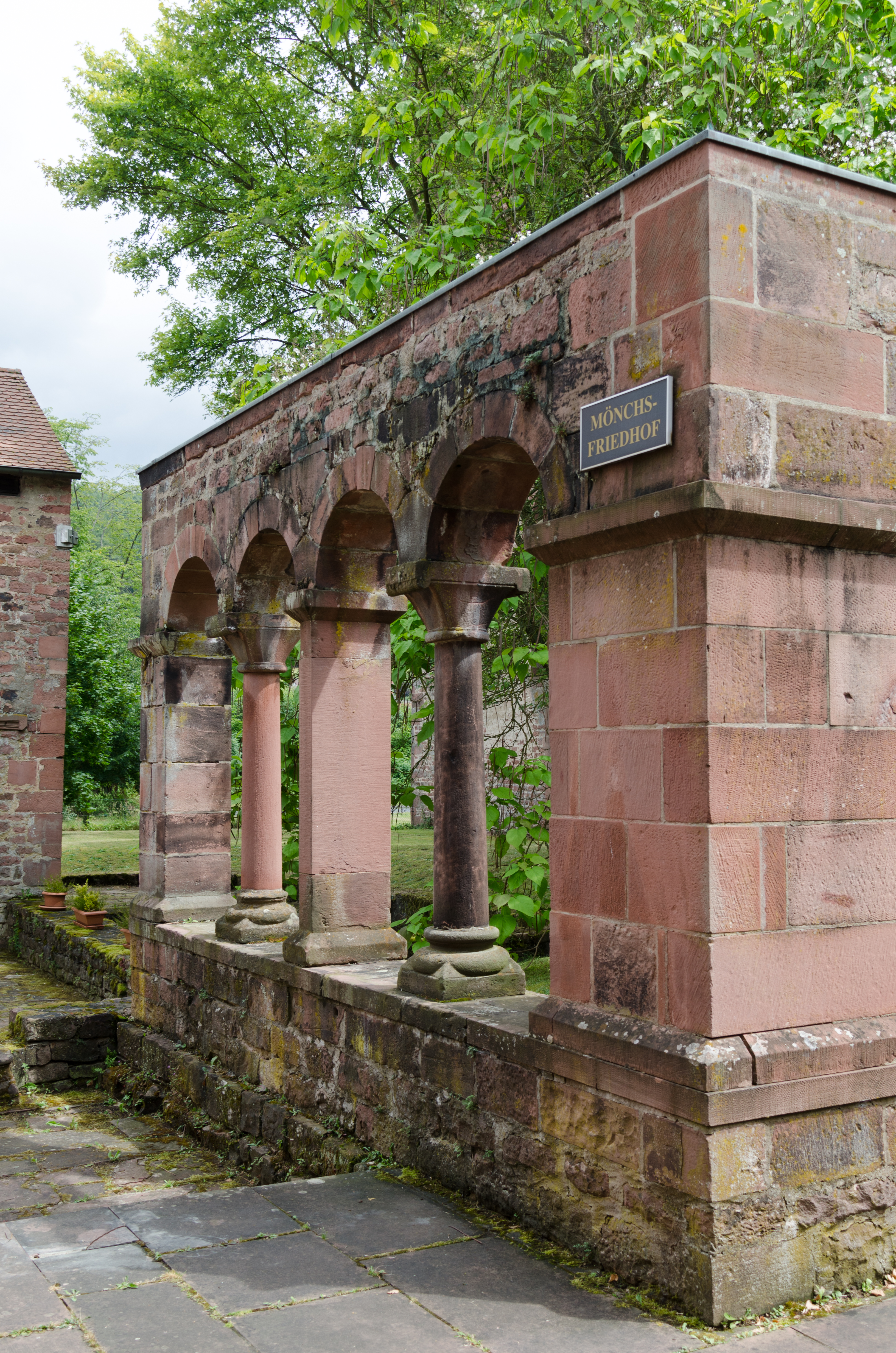
Ehemaliger Kreuzgang weitere Bilder
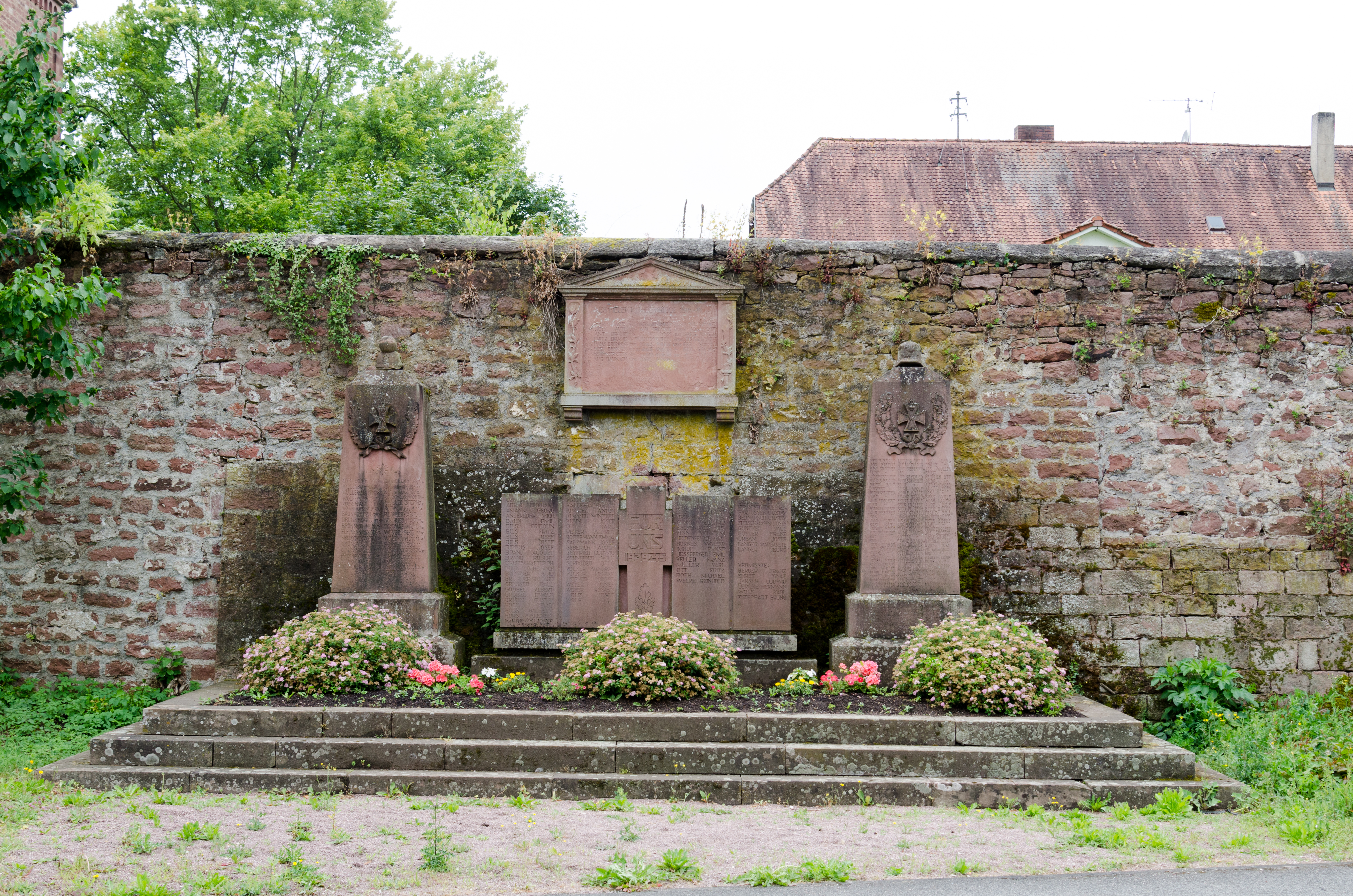
Kriegerdenkmal weitere Bilder
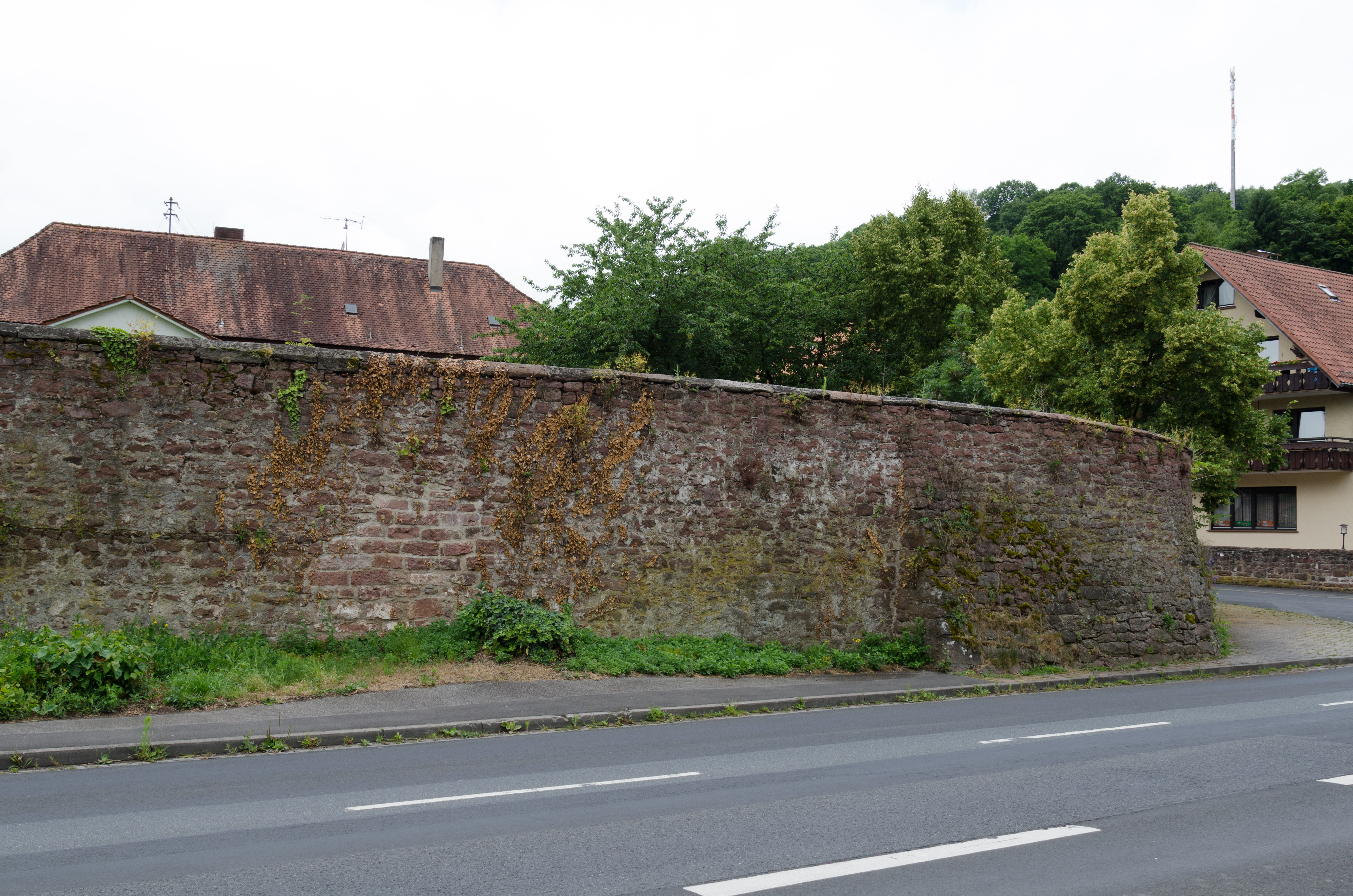
Klostermauer an der Hauptstraße weitere Bilder
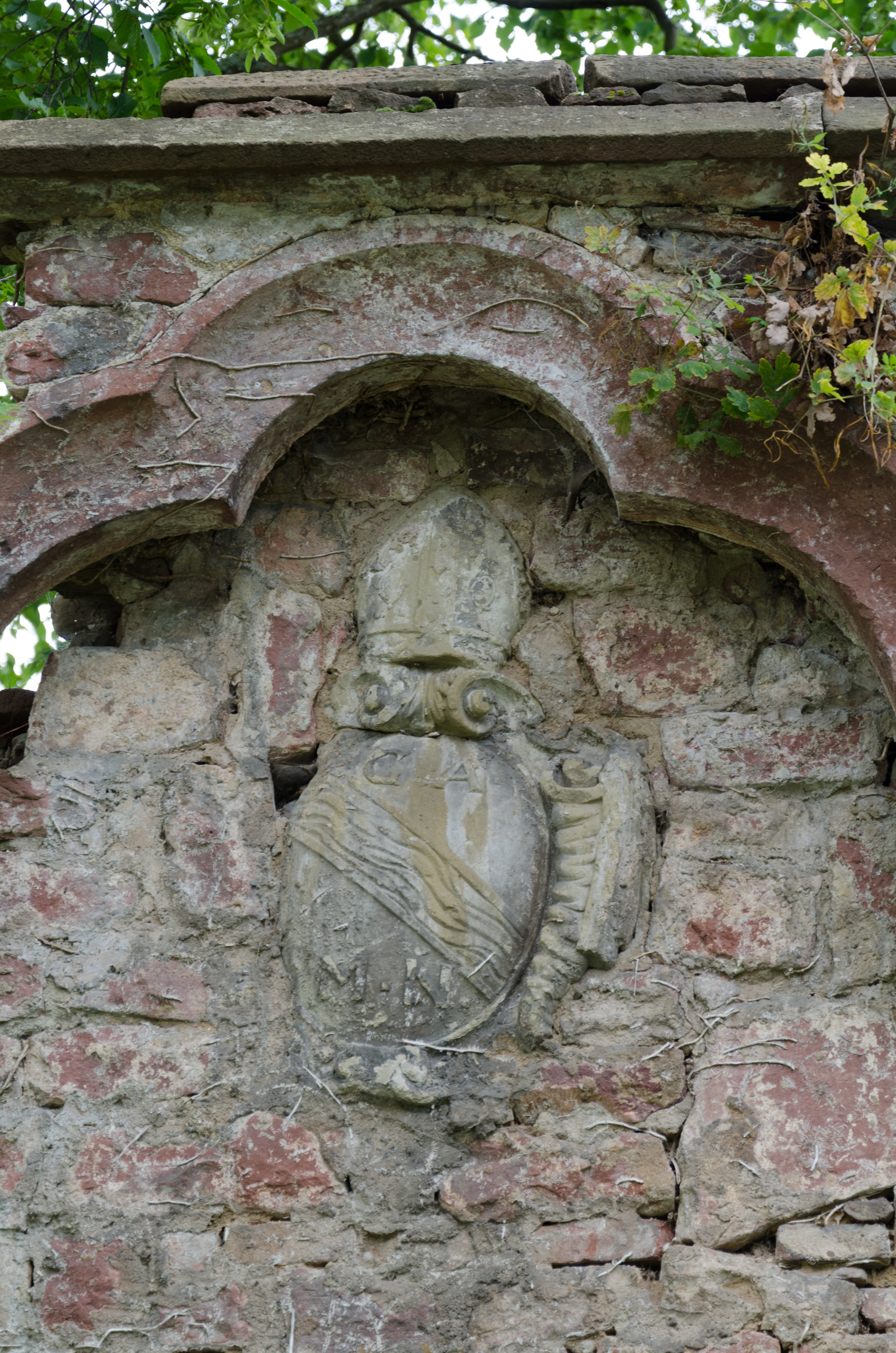
Klostermauer mit Wappenstein an der Hauptstraße weitere Bilder
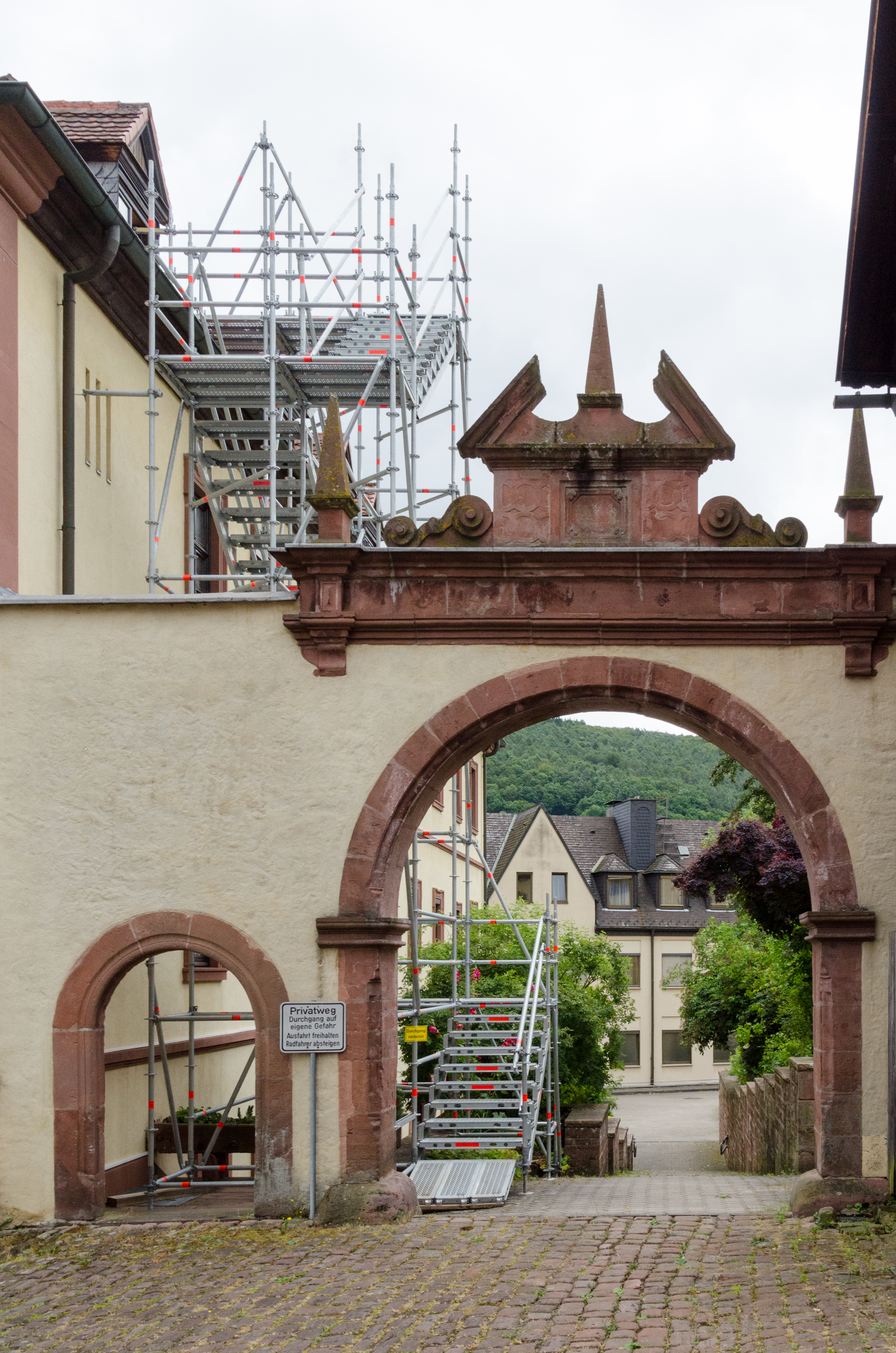
Tor mit Pforte, Am Michaelsberg weitere Bilder

| Lage                              | Objekt                                        | Beschreibung | Akten-Nr.     | Bild           |
| --------------------------------- | --------------------------------------------- | --- | ------------- | -------------- |
| Am Michaelsberg 8 (Standort)      | Inschriftstein                                | mit Jahreszahl an ehemaligem Mühlengebäude, Sandstein, bez. 1563 | D-6-77-166-2  | BW             |
| Hauptstraße 1 (Standort)          | Gasthaus Engel                                | zweigeschossiger Satteldachbau mit Zierfachwerkobergeschoss in Ecklage, bez. 1711, Erdgeschoss verändert | D-6-77-166-3  | BW             |
| Hauptstraße 5 (Standort)          | Wohnhaus                                      | zweigeschossiger giebelständiger Satteldachbau mit Zierfachwerkobergeschoss über hohem Kellersockel mit Freitreppe, 1707, Erdgeschoss verändert                                                                        | D-6-77-166-4  | weitere Bilder |
| Hauptstraße 35 (Standort)         | Wegkapelle                                    | kleiner verputzter Satteldachbau mit Sandstein-Rundbogenöffnung, bez. 1757 | D-6-77-166-21 | BW             |
| Hauptstraße 51 (Standort)         | Nischenbildstock                              | Sandstein, um 1700 nicht nachqualifiziert, im Bayerischen Denkmal-Atlas nicht kartiert | D-6-77-166-29 | BW             |
| Hornungsbergstraße 9 (Standort)   | Bildstock                                     | Muschelnische mit ornamentierter Rahmung, Sandstein, Ende 18./Anfang 19. Jahrhundert, Sockel modern | D-6-77-166-22 | BW             |
| Geiberg; Waldabteilung Gaiberg () | Jägerkreuz                                    | bez. 1732 nicht nachqualifiziert, im Bayerischen Denkmal-Atlas nicht kartiert | D-6-77-166-23 |                |
| Megingaudstraße 1 (Standort)      | Pfarrhof, Pfarrhaus                           | Freistehender zweigeschossiger Mansarddachbau mit Drittelwalm über dem Giebel, Putzmauerwerk mit geohrten Sandsteinrahmungen und Reliefkartusche 'Pietà' sowie Hausmadonna, 18. Jahrhundert                            | D-6-77-166-11 | weitere Bilder |
| Megingaudstraße 1 (Standort)      | Pfarrhof, Hofmauer                            | mit kugelbekröntem Pfeilerpaar sowie Pfarrgartenmauer mit vermauerten Sandstein-Spolien, 18. Jahrhundert, Spolien mittelalterlich                                                                                      | D-6-77-166-11 | BW             |
| Megingaudstraße 12 (Standort)     | Wohnhaus                                      | zweigeschossiges Fachwerkhaus mit giebelständigem Halbwalmdach über hohem Kellersockel sowie rückwärtigem verputztem Fachwerkgebäude mit Satteldach (älterer Kernbau), 1752                                            | D-6-77-166-13 | BW             |
| Sandheide (Standort)              | Kreuzigungsgruppe                             | Inschriftsockel mit Kruzifix und Assistenzfiguren, Sandstein, Barock, bez. 1749, Renovierung bez. 1813 | D-6-77-166-20 | BW             |
| Sankt-Michaelskirche (Standort)   | Ehemalige katholische Pfarrkirche St. Michael | jetzt Friedhofskapelle, Chorturmkirche mit Satteldach sowie quadratischem Chorturm mit Zwiebelhaube und Laterne, romanischer Chorturm im Kern 11. Jahrhundert, Langhaus frühes 17. Jahrhundert, barocker Umbau um 1730 | D-6-77-166-1  | BW             |
| Sankt-Michaelskirche (Standort)   | Friedhofsmauer                                | 18./19. Jahrhundert | D-6-77-166-1  | BW             |
| Sankt-Michaelskirche (Standort)   | Friedhofskreuz                                | Inschriftsockel mit Kruzifix, Sandstein und Gusseisen, bez. 1866 | D-6-77-166-1  | BW             |
| Sankt-Michaelskirche (Standort)   | Grabstein                                     | Sockel mit konischer Stele und Giebelabschluss sowie Relief 'Hostienkelch', Sandstein, klassizistisch, bez. 1833 | D-6-77-166-1  | BW             |
| Spessartstraße (Standort)         | Brunnen                                       | Sandsteintrog und achteckiger Pfeiler mit Figur der Immaculata, Sandstein, Rokoko, bez. 1761, erneuert | D-6-77-166-12 | BW             |
| Spessartstraße 1 (Standort)       | Wohnhaus                                      | zweigeschossiger giebelständiger Satteldachbau mit verschindelter Fachwerkfassade, 1772 | D-6-77-166-16 | weitere Bilder |
| Spessartstraße 5 (Standort)       | Gemeindehaus                                  | zweigeschossiges Fachwerkhaus mit teilweise freigelegtem Zierfachwerk und Halbwalmdach, bez. 1711 | D-6-77-166-14 | weitere Bilder |
| Spessartstraße 28 (Standort)      | Bildstock                                     | Achteckpfeiler mit rundbogigem kreuzbekröntem Flachnischenaufsatz, Sandstein, bez. 1660 | D-6-77-166-17 | BW             |
| Spessartstraße 98 (Standort)      | Bildstock                                     | Achteckpfeiler mit volutengeschmücktem Reliefaufsatz 'Pietà in Muschelnische', Sandstein, barock, 2. H. 17. Jahrhundert                                                                                                | D-6-77-166-18 | BW             |
| Triebweg 12 (Standort)            | Ehemalige Klostermühle                        | zweigeschossiger verputzter Massivbau mit profilierter Türrahmung und Halbwalmdach, 1778 | D-6-77-166-5  | BW             |
| Nähe Triebweg (Standort)          | Bildstock                                     | Inschriftsockel mit Pfeiler sowie rundbogigem Flachnischenaufsatz mit Pietà, Sandstein, bez. 1725 | D-6-77-166-19 | BW             |
| Unterer Hohenberg ()              | Grenzsteine                                   | der Gemarkung Ansbach und des Fürst-Löwenstein-Rosenberg`schen Waldbesitzes nicht nachqualifiziert, im Bayerischen Denkmal-Atlas nicht kartiert                                                                        | D-6-77-178-30 |                |

### Erlach am Main
| Lage                      | Objekt                                        | Beschreibung | Akten-Nr.     | Bild |
| ------------------------- | --------------------------------------------- | --- | ------------- | ---- |
| Am Kirchberg (Standort)   | Bildstock                                     | Bildhäuschen mit Sockel und Tonnendach-Aufsatz, Sandstein, bez. 1724 | D-6-77-166-24 | BW   |
| Am Kirchberg 3 (Standort) | Katholische Filialkirche St. Johannes Baptist | Neubau mit historischer Ausstattung nicht nachqualifiziert, im Bayerischen Denkmal-Atlas nicht kartiert                                                                              | D-6-77-166-25 | BW   |
| Kirchgasse 2 (Standort)   | Ehemalige Kirche                              | jetzt Kath. Kapelle St. Johannes, Saalkirche mit Satteldach und eingezogener Rundapsis sowie Giebelreiter mit Spitzhelm, romanischer Kern 2. H. 13. Jh., Umbau 1870; mit Ausstattung | D-6-77-166-26 | BW   |

### Margarethenhof
| Lage                          | Objekt                           | Beschreibung | Akten-Nr.     | Bild |
| ----------------------------- | -------------------------------- | --- | ------------- | ---- |
| Hofwiese (Standort)           | Bildstock                        | Sockel und Achteckpfeiler mit rundbogigem kreuzbekröntem Flachnischenaufsatz, Sandstein, bez. 1673 | D-6-77-166-28 | BW   |
| Hornungsbergstraße (Standort) | Ehemalige Kapelle St. Margaretha | Saalbau mit Satteldach und eingezogenem Rechteckchor mit Walmdach, romanischer Kern wohl Ende 12. Jahrhundert, Chor um 1619–33, Erneuerung der Südwand 1709, Wiederaufbau der Nordwand nach Einsturz 1999 | D-6-77-166-27 | BW   |